# Вималнатха

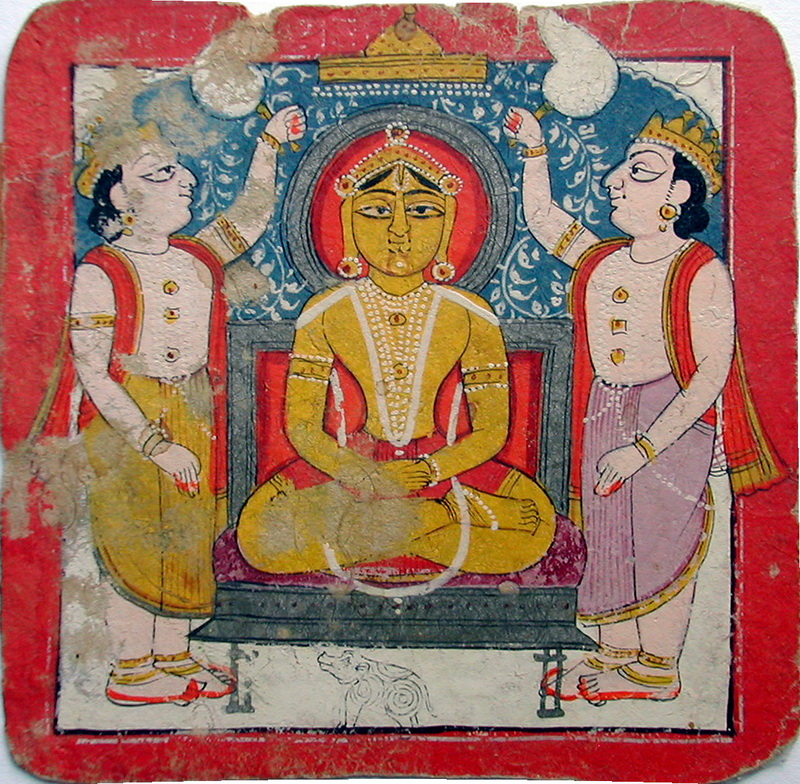
Вималнатха; миниатюра, XVIII век, Раджастхан

Вималнатха (хинд.विमलनाथ), в джайнской традиции — 13-й тиртханкара нашей эпохи. Согласно джайнскому учению, он стал сиддхой, полностью сбросив с себя карму. Отец — король Кратварм, мать — королева Шьяма. Родился на 3 день индийского месяца Магха.
Будучи молодым, Вималнатха был дисциплинированным человеком, гораздо более зрелым, чем люди его возраста. Со временем он стал всё меньше интересоваться делами своего королевства. Однажды Вималнатха полностью осознал значение своего рождения. За год он распределил своё богатство между людьми, после чего стал аскетом. После двух лет духовных практик достиг всеведения. Достиг нирваны на 7 день тёмной половины бенгальского месяца Ашарх.